# Tolski vrh, Djekše
Tolski vrh (nemško Großenegg) je naselje v Občini Djekše v Okraju Velikovec na Koroškem v Avstriji.